# Ягодно (Росія)
Ягодно (рос. Ягодно) — присілок в Струго-Красненському районі Псковської області Російської Федерації.
Населення становить 15 осіб. Входить до складу муніципального утворення Новосельська волость.

## Історія
Від 2015 року входить до складу муніципального утворення Новосельська волость.

## Населення
| 2001 | 2002 | 2010 | 2011 |
| ---- | ---- | ---- | ---- |
| 6    | ↗23  | ↘16  | ↘15  |